# Nạn diệt chủng Rwanda
Nạn diệt chủng Rwanda, còn được biết dưới tên gọi Diệt chủng người Tutsi, là vụ giết người hàng loạt do chính quyền Rwanda do đa số người Hutu lãnh đạo nhắm tới sắc tộc Tutsi ở nước này. Ước chừng 500.000 tới 1.000.000 người Rwanda, tức 70% dân số người Tutsi, bị sát hại trong 100 ngày diễn ra nạn diệt chủng, từ 7 tháng 4 đến giữa tháng 7 năm 1994. Bên cạnh đó, 30% người Pygmy bị giết.

## Nguyên nhân
Từ thế kỷ 13, người Tutsi, một sắc tộc chiếm khoảng 15% dân số ngày nay tại Rwanda, định cư tại Kenya và Tanzania đã di cư tới Rwanda rồi dần dần chiếm vai trò chính trị lớn trong xã hội Rwanda khi có thành viên của sắc tộc này này vươn lên làm thủ lĩnh, lãnh đạo những người Hutu bản địa, vốn chiếm tới 85% dân số. Những xung đột và khác biệt giữa người Hutu và Tutsi ngày càng lớn cả trên phương diện xã hội và kinh tế, nhất là khi kinh tế của người Hutu ngày càng phát triển. Sự đối lập trở nên rõ nét đặc biệt dưới thời kỳ thực dân Bỉ khi người Bỉ dành cho người Tutsi "quyền lãnh đạo" người Hutu, cho họ những đặc ân về nhà cửa, vị trí và giáo dục tốt hơn người Hutu.
Năm 1959, cuộc cách mạng dưới sự lãnh đạo của Grégore Kayibanda, người Hutu, đã giải phóng Rwanda thoát khỏi chế độ thực dân Bỉ. Ba năm sau, Grégore Kayibanda trở thành người lãnh đạo liên minh giữa người Hutu và người Tutsi vào năm 1962.
Tuy nhiên, đến đầu năm 1990 Rwanda rơi vào khủng hoảng kinh tế do sự trượt giá kim loại và cà phê trên toàn cầu, đã khiến đồng nội tệ của Rwanda sụt giảm tới 67% và sự suy giảm GDP tới 15%. Vào thời điểm này, những người Tutsi lưu vong tại Uganda thành lập Mặt trận yêu nước Rwanda (viết tắt là RPF). Cuộc khủng hoảng kinh tế tại Rwanda được coi là nguyên cớ để RPF tiến vào Rwanda năm 1993. Sự lo sợ bị người Tutsi trả đũa từ phía người Hutu, những người đã nắm quyền lãnh đạo đất nước hàng thập kỷ, có thể khiến họ buộc phải nghĩ đến việc ngăn chặn RPF nói riêng và người Tutsi nói chung.
Năm 1993, để tránh giao tranh và chia rẽ, chính phủ người Hutu và quân nổi dậy Tutsi chấp nhận chia sẻ quyền lực. Tuy nhiên, cho tới tận 6 tháng 4 năm 1994, Tổng thống Juvenal Habyarimana mới đồng ý đàm phán tại Burundi để thực thi Hiệp ước. Tối cùng ngày, trên đường về Kigali, chuyên cơ của tổng thống bị trúng đạn. Dù chưa xác định được quân nổi dậy Tutsi hay người Hutu đã bắn vào phi cơ của tổng thống, nhưng sự ra đi của tổng thống Juvenal Habyarimana đã châm ngòi cho nạn diệt chủng chỉ vài giờ sau đó. Những nhà lãnh đạo cao cấp Hutu đã lợi dụng việc bắn vào máy bay Tổng thống là mốc khởi điểm để giết và xoá sạch những người Tutsi cũng như những người Hutu ôn hòa.

## Diễn biến
Khi chuyên cơ của Tổng thống Rwanda Juvenal Habyarimana bị trúng đạn, chỉ vài giờ sau những người Hutu quá khích dựng lên 1.157 hàng rào xung quanh thủ đô. Những tay súng cực đoan Hutu Interhamwe được trang bị dao rựa, cuốc, dùi cui và súng trường phối hợp với binh lính người Hutu trong quân đội Rwanda hình thành đội quân giết người hung bạo, vác loa kêu gọi giết người Tutsi và cả những người ôn hòa cùng dòng máu Hutu mà Interhamwe gọi họ là những "con gián".. Những vụ tàn sát diễn ra ngay tại các giáo đường, các điểm dừng giao thông, chợ, tại các gia đình; và sự giết chóc thường diễn ra sau khi chửi mắng nguyền rủa, đánh đập hoặc hãm hiếp. Cả đất nước Rwanda chìm trong loạn lạc đẫm máu.
Những sĩ quan và binh sĩ người Bỉ trong lực lượng gìn giữ hòa bình Liên Hợp Quốc tại Rwanda bị sát hại ngày 7 tháng 4 năm 1994 đã trở thành một nguyên nhân quan trọng để Tổng thư ký Liên Hợp Quốc quyết định rút các lực lượng Liên Hợp Quốc khỏi Rwanda. Ngay sau đó, các đài phát thanh ở Rwanda đã phát sóng kêu gọi người Hutu đa số sát hại tất cả người Tutsi trong nước. Quân đội và cảnh sát quốc gia chỉ đạo việc thảm sát, họ còn dọa giết cả thường dân Hutu ôn hòa khi thuyết phục không hiệu quả. Hàng trăm nghìn người dân vô tội, chiếm 75% số người Tutsi sống tại Rwanda đã bị những người hàng xóm chém chết bằng dao phay. Bất chấp những tội ác khủng khiếp, cộng đồng quốc tế, trong đó có Hoa Kỳ, đã do dự. Họ gán một cách sai lầm tội ác diệt chủng với sự hỗn loạn trong bối cảnh chiến tranh bộ lạc. Tổng thống Bill Clinton sau này gọi việc Mỹ đã không làm gì để ngăn chặn nạn diệt chủng là "nỗi hối tiếc lớn nhất" của chính quyền Mỹ hồi đó do ông lãnh đạo.
Những vụ tàn sát lớn nhất đã diễn ra dưới sự điều khiển của Ladislas Ntaganzwa, thị trưởng Nyakizu. Theo cáo trạng của ICTR giữa khoảng 14 và 18 tháng 4 năm 1994, Ntaganzwa bị cáo buộc chỉ huy việc lập kế hoạch, chuẩn bị và thực hiện vụ thảm sát trên 20.000 người Tutsi tại giáo xứ Cyahinda. Ntaganzwa cũng bị cáo buộc sắp xếp và chỉ đạo vụ thảm sát hàng ngàn người Tutsi ở vùng Gasasa Hill; giết chết những người Tutsi chạy thoát trong vụ thảm sát tại Nkakwa; vụ giết người Tutsi vùng Maraba, vụ tàn sát người Tutsi tại Trung tâm Thương mại Nkomero, xã Kigembe và cho lệnh hiếp dâm phụ nữ người Tutsi rồi giết họ. Hãm hiếp và làm nhục được sử dụng như là công cụ chiến tranh của lực lượng cực đoan đối với những người phụ nữ Tutsi, những người vợ có chồng là người Tutsu hoặc những người được cho là đã giúp đỡ người Tutsi. Lực lượng cực đoan Interhamwe đã có các hành động dã man như là hãm hiếp, cắt âm vật, buộc làm nô lệ tình dục hoặc cưỡng bức phá thai.

## Phản ứng của cộng đồng quốc tế
Cả thế giới dường như không có một động thái nào trước sự tàn sát người Tutsi và những người Hutu ôn hòa. Cộng đồng quốc tế đưa ra nhiều lý do để biện hộ cho sự "bàng quan" với nạn diệt chủng kinh hoàng tại Rwanda. Một số trong những lý do đó là vai trò của Liên Hợp Quốc và Mỹ, khi đánh giá quốc gia Rwanda không phải là nơi có tiềm lực mọi mặt để được ưu tiên đặc biệt. Thêm nữa, nước Mỹ vẫn đang bàng hoàng trước cái chết của 18 binh sĩ làm nhiệm vụ gìn giữ hoà bình tại Somali vài tháng trước đó.
Có 2.500 lính thuộc lực lượng gìn giữ hoà bình Liên Hợp Quốc đóng tại Rwanda trước khi xảy ra vụ thảm sát, nhưng khi tướng Dallaire, chỉ huy lực lượng gìn giữ hoà bình tại Rwanda xin ý kiến chỉ đạo từ New York, khoảng 2 giờ sáng ngày 7 tháng 4, đã nhận được lệnh không can thiệp. Quân Hutu đã bắn chết 10 nhân viên thuộc lực lượng gìn giữ hoà bình người Bỉ. Khi đó, bất chấp những thỉnh cầu của Dallaire, Tổng thư ký Liên hiệp quốc Boutros Boutros-Ghali và Kofi Annan, phụ trách khối lực lượng gìn giữ hoà bình Liên hiệp quốc, đã từ chối tiếp viện ngay cả khi họ biết tin 10 sĩ quan và binh sĩ người Bỉ trong lực lượng giữ gìn hòa bình của Liên Hợp Quốc tại Rwanda bị những phần tử nổi loạn người Hutu sát hại..
Đầu tháng 4 năm 2004, tưởng niệm 10 năm nạn diệt chủng Rwanda, các nhà lãnh đạo Liên hiệp quốc hứa hẹn rằng lịch sử đau thương Rwanda sẽ không lặp lại.

## Hậu quả
Chỉ trong vòng 100 ngày, có tới trên 800.000 người Tutsi và hơn 200.000 người Hutu ôn hòa bị giết, ghi dấu ấn vào một trong những nạn diệt chủng kinh hoàng nhất trong lịch sử nhân loại.
Theo số liệu công bố của Liên Hợp Quốc, chỉ còn khoảng 300.000 đến 400.000 người Tutsi sống sót sau thảm họa diệt chủng nhờ chạy trốn sang các nước láng giềng Burundi, Tanzania và Uganda. Trung bình mỗi ngày có 10.000 người bị sát hại. Trong số hơn 800.000 nạn nhân có 300.000 trẻ em. Trong vòng 100 ngày của cuộc tàn sát đã có hơn 250.000 phụ nữ và trẻ em gái bị hãm hiếp.
Kể từ khi nạn diệt chủng chấm dứt năm 1994, có khoảng 95.000 trẻ em bị mồ côi cha mẹ và khoảng 2.000 phụ nữ bị nhiễm HIV do bị hãm hiếp. Năm 2001, ước tính có khoảng 264.000 trẻ em bị mất mẹ hoặc bố vì bệnh AIDS và con số này có thể lên tới 350.000 trẻ em vào năm 2010. Con số trẻ em không được đến trường còn lớn tới 400.000 em. Tỷ lệ trẻ sơ sinh bị chết lên tới 1/5 ngay từ những ngày đầu tiên ra đời. Những đứa trẻ lớn tuổi hơn trở thành nguồn cung cấp lao động rẻ mạt và nhiều khi sa vào tệ nạn xã hội như trộm cắp và du đãng. Hệ thống toà án thất bại trong việc đưa ra những phán quyết thuyết phục. Những kẻ cầm đầu không ngừng sát hại những người chúng cho rằng có thể đứng ra làm chứng chống lại chúng. Hậu quả của nạn diệt chủng vẫn còn đeo đuổi những người phụ nữ Rwanda với cái chết chậm chạp, đau đớn từ căn bệnh AIDS.

## Giải quyết hậu quả
Tháng 7 năm 1994, RPF kiểm soát được toàn lãnh thổ Rwanda sau khi đánh bại đội quân Hutu 40.000 người và buộc khoảng 2 triệu công dân lưu vong tại Burundi, Tanzania và Zaire cũ. RPF, sau đó, đã thiết lập chính phủ lâm thời thống nhất.
Ngày 19 tháng 7 năm 1994, một chính phủ đa sắc tộc được thành lập và cam kết những người tị nạn có thể trở về nước. Cho đến năm 2004, đã có 500 người bị xử tử và hơn 100 ngàn người phải ngồi tù. Tuy nhiên một số kẻ cầm đầu vẫn còn lẩn trốn và nhiều nạn nhân vẫn chưa đòi lại được công bằng thỏa đáng. Ngày 26 tháng 12 cùng năm, toà án xét xử tội phạm quốc tế mở tại Arusha, Tanzania đã xét xử tội diệt chủng Rwanda. George Rutaganda, thủ lĩnh Interahamwe nhận án tử hình vào tháng 12 năm 1999.
Ngày nay, Rwanda dưới sự lãnh đạo của Tổng thống Paul Kagame đang cố gắng gạt những căng thẳng và bất đồng sắc tộc vào quá khứ. Chính phủ dưới quyền lãnh đạo của người Tutsi đã ban hành sắc lệnh cấm phân biệt sắc tộc. Người ta cũng tiến hành tái giáo dục những người trước đây sống chết với khẩu hiệu "quyền lực của người Hutu". Vấn đề sắc tộc, cũng như những ám chỉ có thể gây kích động, hằn thù dân tộc đều bị chính phủ kiểm soát chặt chẽ. Động thái dứt khoát loại bỏ khỏi các cuốn sách giáo khoa, giấy tờ cá nhân và trên các phương tiện thông tin đại chúng khác thông tin về chủng tộc (Hutu hay Tutsi), đã được thực thi toàn quốc. Toà án phán xét tội phạm đã được thiết lập và những người dân địa phương được tập họp và thuật lại vụ sát hại mà mình biết hoặc trải qua và "vạch mặt chỉ tên" kẻ hung bạo giết người man rợ. Đôi khi các nạn nhân cũng dễ dàng tha thứ cho tội lỗi đã qua của những người Hutu giờ đây đã biết hối cải.
Các vụ truy xét những phần tử chủ mưu và thủ ác trong vụ diệt chủng tại Rwanda vẫn tiếp tục trong thời gian gần đây. 17 năm sau khi xảy ra vụ diệt chủng, Cựu Bộ trưởng Pauline Nyiramasuhuko (nữ) đã bị kết án tù chung thân vì đã chỉ đạo và hỗ trợ cho các cuộc thảm sát dã man tại Rwanda.Các công tố viên của Toà án Hình sự quốc tế về nạn diệt chủng ở Rwanda (ICTR) cũng lên tiếng cáo buộc nữ bộ trưởng này vì tội danh có tham gia ban hành quyết định của chính phủ nhằm thiết lập lực lượng dân quân khắp cả nước với nhiệm vụ chính là “xoá sổ hoàn toàn” dân tộc Tutsi càng nhanh càng tốt. Trong phán quyết của toà án có đoạn: "Toà tuyên án bà Pauline Nyiramasuhuko về các tội danh bao gồm: có âm mưu diệt chủng và giết người hàng loạt, từng phát động các cuộc đàn áp, bạo lực và cưỡng hiếp… vi phạm nghiêm trọng đến nhân quyền, nhân phẩm và danh dự của nhiều người." Các bằng chứng được đua ra tại tòa cho thấy Pauline Nyiramasuhuko đã liên tiếp ra lệnh hãm hiếp các bé gái và phụ nữ rồi ép họ lên những chiếc xe tải trong tình trạng không mặc gì để chở đi "hành hình". Trong khi đó, con trai của bà ta, Arsene Ntahobali Shalom cũng cầm đầu một lực lượng dân quân trong các vụ thảm sát từ khi mới 20 tuổi, cũng như có dính líu tới nhiều vụ hiếp dâm phụ nữ xảy ra tại Rwanda trong thời gian 100 ngày diệt chủng. Theo chánh án William Sekule, những người thuộc dân tộc Tutsi đã bị sát hại sau khi trốn trong một văn phòng chính phủ tại địa phương. Ông này cho biết: "Họ cứ nghĩ vào đó là sẽ được an toàn, nào ngờ lại tự biến mình trở thành nạn nhân của nạn cưỡng hiếp, bắt cóc và giết người. Những chứng cứ được tìm thấy đã mô tả đầy đủ, rõ nét nhất về những hành động tra tấn và cưỡng hiếp vô cùng tàn bạo". Hai mẹ con bà Nyiramasuhuko đã bị toà kết án tù chung thân. 3 bị can còn lại đều bị phạt từ 25-35 năm tù.

## Giáo hội Rwanda xin lỗi về tội ác diệt chủng
Mặc dù các yếu tố tôn giáo không nổi bật, báo cáo năm 1999 của Tổ chức Theo dõi Nhân quyền đã quy lỗi cho một số nhà chức trách tôn giáo ở Rwanda, bao gồm cả Công giáo , Anh giáo và các giáo phái Tin lành khác, vì đã không lên án tội ác diệt chủng. Một số chức sắc của Giáo hội Công giáo đã bị Tòa án Hình sự Quốc tế Rwanda xét xử và kết án vì tham gia vào cuộc diệt chủng. Giám mục Misago bị buộc tội tham nhũng và đồng lõa trong cuộc diệt chủng, nhưng ông đã được xóa bỏ mọi cáo buộc vào năm 2000.   Tuy nhiên, cũng có nhiều giáo sĩ của Công giáo và các giáo phái khác đã hy sinh mạng sống của mình để bảo vệ Tutsis khỏi bị tàn sát. 
Khoảng 200 linh mục và nữ tu - Tutsi và Hutu - nằm trong số những người bị tàn sát. Nhưng các linh mục và nữ tu khác đã đồng lõa, hoặc thậm chí tham gia vào cuộc bạo động. Hàng ngàn người đã bị giết hại trong các nhà thờ, nơi họ tìm nơi ẩn náu. Ước tính có khoảng 5.000 người đã thiệt mạng tại nhà thờ Công giáo Ntarama vào ngày 15 tháng 8 năm 1994: địa điểm này hiện là một trong sáu đài tưởng niệm lớn ở Rwanda.
Một linh mục, Cha Athanase Seromba, đã ra lệnh san ủi nhà thờ của mình với 2.000 người Tutsi trú ẩn bên trong. Một người khác, Cha Wenceslas Munyeshyaka, đã giúp lập danh sách những người bị giết và hãm hiếp phụ nữ trẻ, theo cáo buộc của tòa án hình sự quốc tế của LHQ đối với Rwanda năm 2005.
Một báo cáo về vụ diệt chủng do Tổ chức Thống nhất châu Phi ủy quyền cho biết các nhà thờ ở Rwanda đã  "hỗ trợ đáng kể" cho chế độ Hutu trong vụ giết người, và rằng các nhà lãnh đạo nhà thờ đã đóng một "vai trò tai tiếng rõ ràng" trong cuộc diệt chủng do không thực hiện một lập trường đạo đức chống lại nó. Sau cuộc diệt chủng, một mạng lưới Công giáo đã giúp các linh mục và nữ tu đã đồng lõa với bạo lực đến được châu Âu và trốn tránh công lý. Linh mục Munyeshyaka được phụ trách một nhà thờ Công giáo ở Gisors, miền bắc nước Pháp, trong khi Seromba đổi tên và trở thành linh mục quản xứ ở Florence. Carla del Ponte, công tố viên trưởng của tòa án quốc tế, sau đó đã cáo buộc Vatican cản trở việc dẫn độ Seromba ra tòa.
Ngày Chủ nhật 20 tháng 11 năm 2016, Giáo hội Công giáo Rwanda đã chính thức xin lỗi về tội ác diệt chủng của họ ngay trên đất nước này vào năm 1994.. Lời xin lỗi có một số đoạn như sau:
"Chúng tôi xin lỗi vì tất cả những sai lầm các nhà thờ đã mắc phải. Chúng tôi xin lỗi thay mặt cho tất cả các Kitô hữu vì tất cả các hình thức của những sai lầm. Chúng tôi rất tiếc rằng các thành viên nhà thờ đã vi phạm lời tuyên hứa của họ trung thành với điều răn của Thiên Chúa" - Tuyên bố của Hội nghị các Giám mục Kito giáo Rwanda, được đọc tại các giáo xứ trên cả nước... Hãy tha thứ cho chúng tôi, tha thứ cho sự hận thù đã dẫn đến nội chiến, dẫn đến mâu thuẫn giữa những người cùng đất nước chỉ vì sắc tộc của họ. Chúng ta đã không trở thành một gia đình, mà thay vào đó là giết chóc nhau".
Tuyên bố của các giám mục được xem như là một động thái tích cực trong nỗ lực hòa giải giữa các sác tộc Hutu và Tutsi Rwanda. Đức Giám mục Phillipe Rukamba, phát ngôn viên của Giáo hội Kito tại Rwanda cho biết tuyên bố được đưa ra vào thời gian trùng với ngày Chủ nhật kết thúc "Năm Thánh Của Lòng Thương Xót" theo tuyên bố của Giáo hoàng Francis nhằm khuyến khích tăng cường hòa giải và sự tha thứ trong nhà thờ và trên thế giới.
Trong chuyến thăm chính thức đầu tiên của Tổng thống Rwanda Paul Kagame ngày 20 tháng 3 năm 2017 tại Vatican, Giáo hoàng Phanxicô đã xin Chúa tha thứ cho các tội và các thiếu sót của Giáo hội và các thành viên với Giáo hội. Vatican thừa nhận rằng một số linh mục và nữ tu Công giáo đã “không chịu nổi hận thù và bạo lực” khi tham gia vào cuộc diệt chủng.
Tom Ndahiro, một nhà nghiên cứu tội ác diệt chủng ở Rwanda, cho biết ông hy vọng tuyên bố của giáo hội sẽ khuyến khích sự đoàn kết của Rwanda: "Tôi rất vui khi biết rằng trong tuyên bố của mình, các giám mục xin lỗi vì đã không thể ngăn chặn chặn được nạn diệt chủng này".